# Rita Fernández Queimadelos

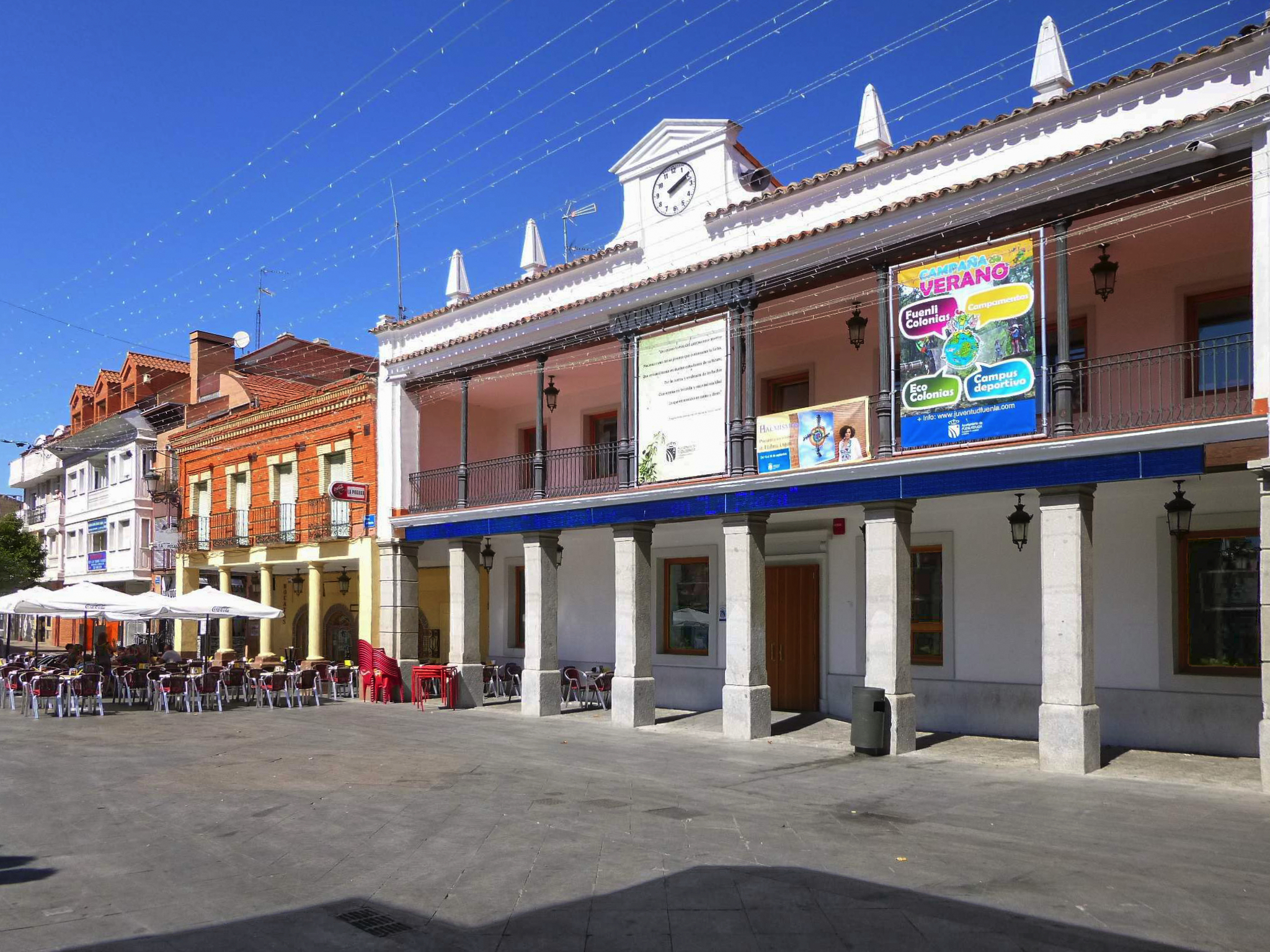
Edificio del antiguo Ayuntamiento de Fuenlabrada, autor: Juan Antonio Cuervo, 1790. Remodelación: Rita Fernández Queimadelos, 1946.

Rita Eugenia Benedicta Fernández Queimadelos (A Cañiza, 12 de abril de 1911-Barcelona, 26 de septiembre de 2008) fue una arquitecta española, una de las tres primeras mujeres en obtener el título en este país.

## Biografía
Nació en A Torre, un pequeño lugar de la parroquia de Valeixe del municipio de A Cañiza, en la provincia de Pontevedra. Era hija de Domingo Fernández y Fernández y de Modesta Queimadelos Vázquez, comerciantes y propietarios de una mercería en el centro de Orense, La Modernista. Rita Fernández residiría durante su infancia en la capital orensana, pasando las vacaciones en A Torre.
Sintió desde muy joven la vocación por la arquitectura, posiblemente por influencia de su abuelo materno, Eduardo Queimadelos Ribera, que ejercía de agrimensor en A Cañiza, así como de los trabajos de carpintería que se llevaban a cabo habitualmente en su casa. Su padre, sin embargo, no veía con buenos ojos esta inclinación, al considerar que no se trataba de una ocupación propia de una mujer. Tampoco le gustaba que tuviese que dejar su casa para poder estudiar (en la época solo había dos escuelas de arquitectura en España, en Barcelona y en Madrid). Al final, gracias al apoyo de sus dos abuelas (especialmente del de su abuela materna), consiguió que su padre accediera. El estatus económico de la familia, de cierto desahogo gracias al negocio familiar, permitió que Rita pudiese abordar los estudios de arquitectura.
En 1928 se fue a vivir con su abuela materna a Santiago de Compostela. Allí realizaría cursos preparatorios de Ciencias Químicas durante dos años con el objeto de poder acceder a los estudios de arquitectura. Cursó también Dibujo en la Escuela Elemental de Artes y Oficios de la ciudad (actualmente Escuela de Arte y Superior de Diseño Mestre Mateo). En octubre de 1930 se instaló en Madrid, en la Residencia de Señoritas, con el objeto de preparar el acceso a la Escuela de Arquitectura. En dos cursos académicos (1930-1931 y 1931-1932) pasó los exámenes de las asignaturas de dibujo que necesitaba superar para matricularse en arquitectura. Ingresó en la escuela en el curso académico 1932-33, para cursar el primero de un total de seis cursos. 
Entre 1932 y 1936 superó cuatro cursos académicos, aprobando todas las asignaturas. La Guerra civil interrumpió su trayectoria académica, al cortarse las clases, y no pudo reanudar sus estudios hasta 1939. Ese año y el siguiente cursó dos cursos intensivos, con exámenes continuos (los denominados "cursos patrióticos"), y consiguió licenciarse el 26 de agosto de 1940 (al mismo tiempo, entre noviembre de 1939 y mayo de 1940 realizó el servicio de auxilio social, actividad necesaria para poder obtener el título universitario). En la misma época había obtenido su título también María Cristina Gonzalo Pintor (por lo que, considerando que Matilde Ucelay se había convertido en la primera arquitecta española tras obtener el título en 1936, Fernández Queimadelos habría sido la tercera arquitecta titulada en España)
Tras terminar la carrera, Fernández Queimadelos recibió la propuesta de uno de sus antiguos profesores, Modesto López Otero y Bravo (catedrático de Proyectos Arquitectónicos y director de la escuela) de unirse a la Dirección General de Regiones Devastadas (DGRD). Entre 1941 (fecha de su colegiación) y 1946, trabajó en el Área de Proyectos, Negociado de Arquitectura, de la Sección de Reconstrucción de la DGRD. Sus actuaciones más significativas fueron el proyecto para la reconstrucción y rehabilitación del refugio de Nuestra Señora del Pilar del Patronato de Protección a la Mujer (anteriormente Patronato Real para la represión de la trata de blancas) de San Fernando de Henares (1944), que no llegó a ejecutarse; una ampliación de la colonia Tercio y Terol en Carabanchel Bajo (1946); o la reconstrucción del antiguo ayuntamiento de Fuenlabrada (1946), en la actualidad centro juvenil. En paralelo, ejecutó también algunos trabajos en ejercicio libre de la profesión.
El 22 de mayo de 1942 se casó con Vicente Iranzo Rubio, licenciado de la Facultad de Ciencias de la Universidad Central e hijo del antiguo político radical y ministro durante el bienio radical-cedista Vicente Iranzo. Tuvieron seis hijos: Vicente (1943), Rita (1945),  Elena (1947), María de los Dolores (1948), una hija que murió poco después de nacer (1949) y Pilar (1952). En 1945 se convocaron varias cátedras de Química Inorgánica. Su marido, Vicente Iranzo, optó a varias de ellas y obtuvo la de la Universidad de Murcia. La arquitecta permaneció en Madrid, en tanto que su marido se quedaba en Murcia los días de diario y volvía al domicilio familiar los fines de semana. Tras el nacimiento de su tercera hija, Elena, en diciembre de 1947, interrumpió su práctica profesional durante ocho años.
En 1955, toda la familia se estableció en Murcia y Rita Fernández reanudó la práctica profesional. De nuevo un antiguo profesor suyo, Francisco de Asís Navarro Borrás (que había sido profesor agregado de las asignaturas de Mecánica Racional, Cálculo Integral y Topografía y que desde 1941 era arquitecto jefe de la Oficina Técnica para Construcción de Escuelas del Ministerio de Educación), le ofreció trabajo, proponiendo su nombramiento como arquitecto del Distrito Escolar de la Región de Murcia, que ocuparía entre 1960 y 1967. Entre 1962 y 1967 fue también arquitecto municipal de Mula. Realizó asimismo trabajos como profesional independiente, para la inmobiliaria Crisa en Murcia y también en Madrid.
En 1973 la familia volvió a trasladarse, esta vez a Barcelona. Ese año, su marido obtuvo la plaza de catedrático de Química Inorgánica Aplicada en la Facultad de Farmacia de la Universidad Central de Barcelona. Rita Fernández Queimadelos abandonaría la práctica profesional y salvo algunos proyectos esporádicos, no volvió a ejercer.
En 2004 murieron sucesivamente su hija Elena y su marido. Rita Fernández Queimadelos falleció en Barcelona el 26 de septiembre de 2008.